# Mistrzostwa Świata w Piłce Nożnej 1994 (składy)
Poniżej znajduje się lista zawodników poszczególnych reprezentacji narodowych zgłoszonych do turnieju finałowego Mistrzostw Świata w Piłce Nożnej 1994, który odbył się w USA od 17 czerwca do 17 lipca 1994 roku.

## Grupa A

### Kolumbia i Rumunia
| Kolumbia                   | Kolumbia              |
| Numer                      | Zawodnik              |
| Bramkarze                  | Bramkarze             |
| -------------------------- | --------------------- |
| 1                          | Óscar Córdoba         |
| 12                         | Faryd Mondragón       |
| 22                         | José María Pazo       |
| Obrońcy                    |                       |
| 2                          | Andrés Escobar        |
| 3                          | Alexis Mendoza        |
| 4                          | Luis Fernando Herrera |
| 13                         | Néstor Ortiz          |
| 15                         | Luis Carlos Perea     |
| 18                         | Óscar Cortés          |
| 20                         | Wilson Pérez          |
| Pomocnicy                  |                       |
| 5                          | Hermán Gaviria        |
| 6                          | Gabriel Gómez         |
| 8                          | Harold Lozano         |
| 10                         | Carlos Valderrama     |
| 14                         | Leonel Alvarez        |
| 17                         | Mauricio Serna        |
| 19                         | Freddy Rincón         |
| Napastnicy                 |                       |
| 7                          | Antony de Ávila       |
| 9                          | Iván Valenciano       |
| 11                         | Adolfo Valencia       |
| 16                         | Víctor Aristizábal    |
| 21                         | Faustino Asprilla     |
| Trener: Francisco Maturana |                       |

| Rumunia                   | Rumunia            |
| Numer                     | Zawodnik           |
| Bramkarze                 | Bramkarze          |
| ------------------------- | ------------------ |
| 1                         | Florin Prunea      |
| 12                        | Bogdan Stelea      |
| 22                        | Ștefan Preda       |
| Obrońcy                   |                    |
| 2                         | Dan Petrescu       |
| 3                         | Daniel Prodan      |
| 4                         | Miodrag Belodedici |
| 13                        | Tibor Selymes      |
| 14                        | Gheorghe Mihali    |
| 19                        | Corneliu Papură    |
| Pomocnicy                 |                    |
| 5                         | Ioan Lupescu       |
| 6                         | Gheorghe Popescu   |
| 7                         | Dorinel Munteanu   |
| 8                         | Iulian Chiriță     |
| 10                        | Gheorghe Hagi      |
| 11                        | Ilie Dumitrescu    |
| 15                        | Basarab Panduru    |
| 18                        | Constantin Gâlcă   |
| 20                        | Ovidiu Stîngă      |
| Napastnicy                |                    |
| 9                         | Florin Răducioiu   |
| 16                        | Ion Vlădoiu        |
| 17                        | Viorel Moldovan    |
| 21                        | Marian Ivan        |
| Trener: Anghel Iordănescu |                    |

### Szwajcaria i USA
| Szwajcaria          | Szwajcaria         |
| Numer               | Zawodnik           |
| Bramkarze           | Bramkarze          |
| ------------------- | ------------------ |
| 1                   | Marco Pascolo      |
| 12                  | Stephan Lehmann    |
| 22                  | Martin Brunner     |
| Obrońcy             |                    |
| 2                   | Marc Hottiger      |
| 3                   | Yvan Quentin       |
| 4                   | Dominique Herr     |
| 5                   | Alain Geiger       |
| 8                   | Christophe Ohrel   |
| 13                  | André Egli         |
| 18                  | Martin Rueda       |
| 19                  | Jürg Studer        |
| Pomocnicy           |                    |
| 6                   | Georges Bregy      |
| 7                   | Alain Sutter       |
| 10                  | Ciriaco Sforza     |
| 16                  | Thomas Bickel      |
| 17                  | Sébastien Fournier |
| 20                  | Patrick Sylvestre  |
| 21                  | Thomas Wyss        |
| Napastnicy          |                    |
| 9                   | Adrian Knup        |
| 11                  | Stéphane Chapuisat |
| 14                  | Néstor Subiat      |
| 15                  | Marco Grassi       |
| Trener: Roy Hodgson |                    |

| USA                      | USA              |
| Numer                    | Zawodnik         |
| Bramkarze                | Bramkarze        |
| ------------------------ | ---------------- |
| 1                        | Tony Meola       |
| 12                       | Juergen Sommer   |
| 18                       | Brad Friedel     |
| Obrońcy                  |                  |
| 2                        | Mike Lapper      |
| 3                        | Mike Burns       |
| 4                        | Cle Kooiman      |
| 5                        | Thomas Dooley    |
| 17                       | Marcelo Balboa   |
| 20                       | Paul Caligiuri   |
| 21                       | Fernando Clavijo |
| 22                       | Alexi Lalas      |
| Pomocnicy                |                  |
| 6                        | John Harkes      |
| 7                        | Hugo Pérez       |
| 9                        | Tab Ramos        |
| 13                       | Cobi Jones       |
| 16                       | Mike Sorber      |
| 19                       | Claudio Reyna    |
| Napastnicy               |                  |
| 8                        | Earnie Stewart   |
| 10                       | Roy Wegerle      |
| 11                       | Eric Wynalda     |
| 14                       | Frank Klopas     |
| 15                       | Joe-Max Moore    |
| Trener: Bora Milutinović |                  |

## Grupa B

### Brazylia i Kamerun
| Brazylia                        | Brazylia         |
| Numer                           | Zawodnik         |
| Bramkarze                       | Bramkarze        |
| ------------------------------- | ---------------- |
| 1                               | Cláudio Taffarel |
| 12                              | Zetti            |
| 22                              | Gilmar Rinaldi   |
| Obrońcy                         |                  |
| 2                               | Jorginho         |
| 3                               | Ricardo Rocha    |
| 4                               | Ronaldão         |
| 6                               | Branco           |
| 13                              | Aldair           |
| 14                              | Cafú             |
| 15                              | Márcio Santos    |
| Pomocnicy                       |                  |
| 5                               | Mauro Silva      |
| 8                               | Dunga            |
| 10                              | Raí              |
| 16                              | Leonardo         |
| 17                              | Mazinho          |
| 18                              | Paulo Sérgio     |
| 21                              | Viola            |
| Napastnicy                      |                  |
| 7                               | Bebeto           |
| 9                               | Zinho            |
| 11                              | Romário          |
| 19                              | Müller           |
| 20                              | Ronaldo          |
| Trener: Carlos Alberto Parreira |                  |

| Kamerun              | Kamerun                 |
| Numer                | Zawodnik                |
| Bramkarze            | Bramkarze               |
| -------------------- | ----------------------- |
| 1                    | Joseph-Antoine Bell     |
| 21                   | Thomas N’Kono           |
| 22                   | Jacques Songo’o         |
| Obrońcy              |                         |
| 2                    | André Kana-Biyik        |
| 3                    | Rigobert Song           |
| 4                    | Samuel Ekeme            |
| 5                    | Victor N’Dip            |
| 13                   | Raymond Kalla           |
| 14                   | Stephen Tataw           |
| 15                   | Hans Agbo               |
| Pomocnicy            |                         |
| 6                    | Thomas Libiih           |
| 8                    | Emile M’Bouh            |
| 11                   | Emmanuel Mabdean        |
| 12                   | Paul Loga               |
| 17                   | Marc-Vivien Foé         |
| 18                   | Jean-Pierre Fiala Fiala |
| Napastnicy           |                         |
| 7                    | François Omam-Biyik     |
| 9                    | Roger Milla             |
| 10                   | Louis M’Fedé            |
| 16                   | Alphonse Tchami         |
| 19                   | David Embé              |
| 20                   | Georges Mouyeme         |
| Trener: Henri Michel |                         |

### Rosja i Szwecja
| Rosja                  | Rosja                  |
| Numer                  | Zawodnik               |
| Bramkarze              | Bramkarze              |
| ---------------------- | ---------------------- |
| 1                      | Stanisław Czerczesow   |
| 16                     | Dmitrij Charin         |
| Obrońcy                |                        |
| 2                      | Dmitrij Kuzniecow      |
| 3                      | Siergiej Gorłukowicz   |
| 4                      | Dmitrij Galamin        |
| 5                      | Jurij Nikiforow        |
| 6                      | Władisław Tiernawski   |
| 12                     | Omari Tetradze         |
| 18                     | Wiktor Onopko          |
| 21                     | Dmitrij Chlestow       |
| Pomocnicy              |                        |
| 7                      | Andriej Piatnicki      |
| 8                      | Dmitrij Popow          |
| 10                     | Walerij Karpin         |
| 13                     | Aleksandr Borodiuk     |
| 14                     | Igor Korniejew         |
| 17                     | Ilja Cymbałar          |
| 19                     | Aleksandr Mostowoj     |
| 20                     | Igor Lediachow         |
| Napastnicy             |                        |
| 9                      | Oleg Salenko           |
| 11                     | Władimir Biesczastnych |
| 15                     | Dmitrij Radczenko      |
| 22                     | Siergiej Juran         |
| Trener: Pawieł Sadyrin |                        |

| Szwecja                | Szwecja           |
| Numer                  | Zawodnik          |
| Bramkarze              | Bramkarze         |
| ---------------------- | ----------------- |
| 1                      | Thomas Ravelli    |
| 12                     | Lars Eriksson     |
| 22                     | Magnus Hedman     |
| Obrońcy                |                   |
| 2                      | Roland Nilsson    |
| 3                      | Patrik Andersson  |
| 4                      | Joachim Björklund |
| 5                      | Roger Ljung       |
| 13                     | Mikael Nilsson    |
| 14                     | Pontus Kåmark     |
| 15                     | Teddy Lučić       |
| Pomocnicy              |                   |
| 6                      | Stefan Schwarz    |
| 8                      | Klas Ingesson     |
| 9                      | Jonas Thern       |
| 16                     | Anders Limpar     |
| 17                     | Stefan Rehn       |
| 18                     | Håkan Mild        |
| 20                     | Magnus Erlingmark |
| 21                     | Jesper Blomqvist  |
| Napastnicy             |                   |
| 7                      | Henrik Larsson    |
| 10                     | Martin Dahlin     |
| 11                     | Tomas Brolin      |
| 19                     | Kennet Andersson  |
| Trener: Tommy Svensson |                   |

## Grupa C

### Boliwia i Niemcy
| Boliwia                   | Boliwia              |
| Numer                     | Zawodnik             |
| Bramkarze                 | Bramkarze            |
| ------------------------- | -------------------- |
| 1                         | Carlos Leonel Trucco |
| 12                        | Darío Rojas          |
| 19                        | Marcelo Torrico      |
| Obrońcy                   |                      |
| 2                         | Juan Pena            |
| 3                         | Marco Sandy Sansusty |
| 4                         | Miguel Rimba         |
| 5                         | Gustavo Quinteros    |
| 13                        | Modesto Soruco       |
| 17                        | Óscar Sánchez        |
| Pomocnicy                 |                      |
| 6                         | Carlos Borja         |
| 7                         | Mario Pinedo         |
| 8                         | José Melgar          |
| 10                        | Marco Etcheverry     |
| 14                        | Mauricio Ramos       |
| 15                        | Vladimir Soria       |
| 16                        | Luis Cristaldo       |
| 20                        | Ramiro Castillo      |
| 22                        | Julio Baldivieso     |
| Napastnicy                |                      |
| 9                         | Álvaro Peña          |
| 11                        | Jaime Moreno         |
| 18                        | Luis Ramallo         |
| 21                        | Erwin Sánchez        |
| Trener: Xabier Azkargorta |                      |

| Niemcy              | Niemcy            |
| Numer               | Zawodnik          |
| Bramkarze           | Bramkarze         |
| ------------------- | ----------------- |
| 1                   | Bodo Illgner      |
| 12                  | Andreas Köpke     |
| 22                  | Oliver Kahn       |
| Obrońcy             |                   |
| 3                   | Andreas Brehme    |
| 4                   | Jürgen Kohler     |
| 5                   | Thomas Helmer     |
| 6                   | Guido Buchwald    |
| 14                  | Thomas Berthold   |
| 17                  | Martin Wagner     |
| Pomocnicy           |                   |
| 2                   | Thomas Strunz     |
| 7                   | Andreas Möller    |
| 8                   | Thomas Hässler    |
| 10                  | Lothar Matthäus   |
| 15                  | Maurizio Gaudino  |
| 16                  | Matthias Sammer   |
| 20                  | Stefan Effenberg  |
| 21                  | Mario Basler      |
| Napastnicy          |                   |
| 9                   | Karl-Heinz Riedle |
| 11                  | Stefan Kuntz      |
| 13                  | Rudi Völler       |
| 18                  | Jürgen Klinsmann  |
| 19                  | Ulf Kirsten       |
| Trener: Berti Vogts |                   |

### Korea Południowa i Hiszpania
| Korea Południowa | Korea Południowa |
| Numer            | Zawodnik         |
| Bramkarze        | Bramkarze        |
| ---------------- | ---------------- |
| 1                | Choi In-young    |
| 21               | Park Chul-woo    |
| 22               | Lee Woon-jae     |
| Obrońcy          |                  |
| 2                | Chung Jong-son   |
| 3                | Lee Jong-hwa     |
| 4                | Kim Pan-keun     |
| 5                | Park Jung-bae    |
| 12               | Choi Young-il    |
| 13               | An Ik-soo        |
| 17               | Gu Sang-bum      |
| 20               | Hong Myung-bo    |
| Pomocnicy        |                  |
| 6                | Lee Young-jin    |
| 7                | Shin Hong-gi     |
| 8                | Noh Jung-yoon    |
| 14               | Choi Dae-shik    |
| 16               | Ha Seok-ju       |
| 19               | Choi Moon-sik    |
| Napastnicy       |                  |
| 9                | Kim Joo-sung     |
| 10               | Ko Jeong-woon    |
| 11               | Seo Jung-won     |
| 15               | Cho Jin-ho       |
| 18               | Hwang Sun-hong   |
| Trener: Kim Ho   |                  |

| Hiszpania               | Hiszpania               |
| Numer                   | Zawodnik                |
| Bramkarze               | Bramkarze               |
| ----------------------- | ----------------------- |
| 1                       | Andoni Zubizarreta      |
| 13                      | Santiago Cañizares      |
| 22                      | Julen Lopetegui         |
| Obrońcy                 |                         |
| 2                       | Albert Ferrer           |
| 3                       | Jorge Otero             |
| 4                       | Francisco José Camarasa |
| 5                       | Abelardo                |
| 6                       | Fernando Hierro         |
| 12                      | Sergi Barjuán           |
| 17                      | Salvador González Marco |
| 18                      | Rafael Alkorta          |
| Pomocnicy               |                         |
| 7                       | Jon Andoni Goikoetxea   |
| 8                       | Julen Guerrero          |
| 9                       | Josep Guardiola         |
| 10                      | José Mari Bakero        |
| 15                      | José Caminero           |
| 20                      | Miguel Ángel Nadal      |
| 21                      | Luis Enrique            |
| Napastnicy              |                         |
| 11                      | Aitor Beguiristáin      |
| 14                      | Juanele                 |
| 16                      | Felipe Miñambres        |
| 19                      | Julio Salinas           |
| Trener: Javier Clemente |                         |

## Grupa D

### Argentyna i Bułgaria
| Argentyna            | Argentyna          |
| Numer                | Zawodnik           |
| Bramkarze            | Bramkarze          |
| -------------------- | ------------------ |
| 1                    | Sergio Goycochea   |
| 12                   | Luis Islas         |
| 22                   | Norberto Scoponi   |
| Obrońcy              |                    |
| 2                    | Sergio Vázquez     |
| 3                    | José Chamot        |
| 4                    | Roberto Sensini    |
| 6                    | Oscar Ruggeri      |
| 13                   | Fernando Cáceres   |
| 15                   | Jorge Borelli      |
| 16                   | Hernán Díaz        |
| Pomocnicy            |                    |
| 5                    | Fernando Redondo   |
| 8                    | José Basualdo      |
| 10                   | Diego Maradona     |
| 14                   | Diego Simeone      |
| 18                   | Hugo Pérez         |
| 20                   | Leonardo Rodríguez |
| 21                   | Alejandro Mancuso  |
| Napastnicy           |                    |
| 7                    | Claudio Caniggia   |
| 9                    | Gabriel Batistuta  |
| 11                   | Ramón Medina Bello |
| 17                   | Ariel Ortega       |
| 19                   | Abel Balbo         |
| Trener: Alfio Basile |                    |

| Bułgaria              | Bułgaria           |
| Numer                 | Zawodnik           |
| Bramkarze             | Bramkarze          |
| --------------------- | ------------------ |
| 1                     | Borisław Michajłow |
| 12                    | Płamen Nikołow     |
| Obrońcy               |                    |
| 2                     | Emił Kremenliew    |
| 3                     | Trifon Iwanow      |
| 4                     | Canko Cwetanow     |
| 5                     | Petyr Chubczew     |
| 15                    | Nikołaj Iliew      |
| 16                    | Ilian Kiriakow     |
| Pomocnicy             |                    |
| 6                     | Złatko Jankow      |
| 9                     | Jordan Leczkow     |
| 11                    | Danieł Borimirow   |
| 14                    | Bonczo Genczew     |
| 17                    | Petyr Michtarski   |
| 19                    | Georgi Georgiew    |
| 20                    | Krasimir Bałykow   |
| 22                    | Iwajło Andonow     |
| Napastnicy            |                    |
| 7                     | Emił Kostadinow    |
| 8                     | Christo Stoiczkow  |
| 10                    | Nasko Sirakow      |
| 13                    | Iwajło Jordanow    |
| 18                    | Petyr Aleksandrow  |
| 21                    | Wełko Jotow        |
| Trener: Dimityr Penew |                    |

### Grecja i Nigeria
| Grecja                      | Grecja                |
| Numer                       | Zawodnik              |
| Bramkarze                   | Bramkarze             |
| --------------------------- | --------------------- |
| 1                           | Andonis Minu          |
| 15                          | Christos Karkamanis   |
| 20                          | Ilias Atmadzidis      |
| Obrońcy                     |                       |
| 2                           | Stratos Apostolakis   |
| 3                           | Tanasis Kolitsidakis  |
| 4                           | Stelios Manolas       |
| 5                           | Janis Kalidzakis      |
| 13                          | Waios Karajanis       |
| 18                          | Kiriakos Karataidis   |
| 22                          | Aleksandros Aleksiu   |
| Pomocnicy                   |                       |
| 6                           | Panajotis Tsaluchidis |
| 8                           | Nikos Nioplias        |
| 10                          | Tasos Mitropoulos     |
| 11                          | Nikos Tsiandakis      |
| 12                          | Spiros Marangos       |
| 17                          | Minas Hantzidis       |
| 19                          | Sawas Kofidis         |
| Napastnicy                  |                       |
| 7                           | Dimitris Sarawakos    |
| 9                           | Nikos Machlas         |
| 14                          | Wasilis Dimitriadis   |
| 16                          | Aleksis Aleksudis     |
| 21                          | Aleksios Aleksandris  |
| Trener: Alkietas Panagulias |                       |

| Nigeria                   | Nigeria             |
| Numer                     | Zawodnik            |
| Bramkarze                 | Bramkarze           |
| ------------------------- | ------------------- |
| 1                         | Peter Rufai         |
| 16                        | Alloysius Agu       |
| 22                        | Wilfred Agbonavbare |
| Obrońcy                   |                     |
| 2                         | Augustine Eguavoen  |
| 3                         | Benedict Iroha      |
| 4                         | Stephen Keshi       |
| 5                         | Uche Okechukwu      |
| 6                         | Chidi Nwanu         |
| 13                        | Emeka Ezeugo        |
| 19                        | Michael Emenalo     |
| 20                        | Uche Okafor         |
| Pomocnicy                 |                     |
| 7                         | Finidi George       |
| 8                         | Thompson Oliha      |
| 10                        | Jay-Jay Okocha      |
| 15                        | Sunday Oliseh       |
| 21                        | Mutiu Adepoju       |
| Napastnicy                |                     |
| 9                         | Rashidi Yekini      |
| 11                        | Emmanuel Amunike    |
| 12                        | Samson Siasia       |
| 14                        | Daniel Amokachi     |
| 17                        | Victor Ikpeba       |
| 18                        | Efan Ekoku          |
| Trener: Clemens Westerhof |                     |

## Grupa E

### Włochy i Meksyk
| Włochy                | Włochy                |
| Numer                 | Zawodnik              |
| Bramkarze             | Bramkarze             |
| --------------------- | --------------------- |
| 1                     | Gianluca Pagliuca     |
| 12                    | Luca Marchegiani      |
| 22                    | Luca Bucci            |
| Obrońcy               |                       |
| 2                     | Luigi Apolloni        |
| 3                     | Antonio Benarrivo     |
| 4                     | Alessandro Costacurta |
| 5                     | Paolo Maldini         |
| 6                     | Franco Baresi         |
| 7                     | Lorenzo Minotti       |
| 8                     | Roberto Mussi         |
| 9                     | Mauro Tassotti        |
| Pomocnicy             |                       |
| 11                    | Demetrio Albertini    |
| 13                    | Dino Baggio           |
| 14                    | Nicola Berti          |
| 15                    | Antonio Conte         |
| 16                    | Roberto Donadoni      |
| 17                    | Alberigo Evani        |
| Napastnicy            |                       |
| 10                    | Roberto Baggio        |
| 18                    | Pierluigi Casiraghi   |
| 19                    | Daniele Massaro       |
| 20                    | Giuseppe Signori      |
| 21                    | Gianfranco Zola       |
| Trener: Arrigo Sacchi |                       |

| Meksyk                     | Meksyk               |
| Numer                      | Zawodnik             |
| Bramkarze                  | Bramkarze            |
| -------------------------- | -------------------- |
| 1                          | Jorge Campos         |
| 12                         | Félix Fernández      |
| 22                         | Adrián Chávez        |
| Obrońcy                    |                      |
| 2                          | Claudio Suárez       |
| 3                          | Juan Ramírez         |
| 4                          | Ignacio Ambríz       |
| 5                          | Ramón Ramírez        |
| 18                         | José Luis Salgado    |
| 21                         | Raúl Gutiérrez       |
| Pomocnicy                  |                      |
| 6                          | Marcelino Bernal     |
| 8                          | Alberto García Aspe  |
| 13                         | Juan Carlos Chávez   |
| 14                         | Joaquín del Olmo     |
| 15                         | Missael Espinoza     |
| 16                         | Luis Antonio Valdéz  |
| 17                         | Benjamín Galindo     |
| 20                         | Jorge Rodríguez      |
| Napastnicy                 |                      |
| 7                          | Carlos Hermosillo    |
| 9                          | Hugo Sánchez         |
| 10                         | Luis García          |
| 11                         | Luis Alves           |
| 19                         | Luis Miguel Salvador |
| Trener: Miguel Mejía Barón |                      |

### Norwegia i Irlandia
| Norwegia           | Norwegia            |
| Numer              | Zawodnik            |
| Bramkarze          | Bramkarze           |
| ------------------ | ------------------- |
| 1                  | Erik Thorstvedt     |
| 12                 | Frode Grodås        |
| 13                 | Ola By Rise         |
| Obrońcy            |                     |
| 2                  | Gunnar Halle        |
| 3                  | Erland Johnsen      |
| 4                  | Rune Bratseth       |
| 5                  | Stig Inge Bjørnebye |
| 14                 | Roger Nilsen        |
| 17                 | Dan Eggen           |
| 18                 | Alf-Inge Håland     |
| 20                 | Henning Berg        |
| Pomocnicy          |                     |
| 7                  | Erik Mykland        |
| 8                  | Øyvind Leonhardsen  |
| 10                 | Kjetil Rekdal       |
| 11                 | Mini Jakobsen       |
| 15                 | Karl Petter Løken   |
| 19                 | Roar Strand         |
| 22                 | Lars Bohinen        |
| Napastnicy         |                     |
| 6                  | Jostein Flo         |
| 9                  | Jan Åge Fjørtoft    |
| 16                 | Gøran Sørloth       |
| 21                 | Sigurd Rushfeldt    |
| Trener: Egil Olsen |                     |

| Irlandia                | Irlandia         |
| Numer                   | Zawodnik         |
| Bramkarze               | Bramkarze        |
| ----------------------- | ---------------- |
| 1                       | Pat Bonner       |
| 22                      | Alan Kelly       |
| Obrońcy                 |                  |
| 2                       | Denis Irwin      |
| 3                       | Terry Phelan     |
| 4                       | Kevin Moran      |
| 5                       | Paul McGrath     |
| 11                      | Steve Staunton   |
| 12                      | Gary Kelly       |
| 13                      | Alan Kernaghan   |
| 14                      | Phil Babb        |
| Pomocnicy               |                  |
| 6                       | Roy Keane        |
| 7                       | Andy Townsend    |
| 8                       | Ray Houghton     |
| 10                      | John Sheridan    |
| 17                      | Eddie McGoldrick |
| 18                      | Ronny Whelan     |
| 19                      | Alan McLoughlin  |
| 21                      | Jason McAteer    |
| Napastnicy              |                  |
| 9                       | John Aldridge    |
| 15                      | Tommy Coyne      |
| 16                      | Tony Cascarino   |
| 20                      | David Kelly      |
| Trener: Jackie Charlton |                  |

## Grupa F

### Belgia i Maroko
| Belgia                 | Belgia                 |
| Numer                  | Zawodnik               |
| Bramkarze              | Bramkarze              |
| ---------------------- | ---------------------- |
| 1                      | Michel Preud’homme     |
| 12                     | Filip De Wilde         |
| 20                     | Dany Verlinden         |
| Obrońcy                |                        |
| 2                      | Dirk Medved            |
| 3                      | Vital Borkelmans       |
| 4                      | Philippe Albert        |
| 5                      | Rudi Smidts            |
| 6                      | Lorenzo Staelens       |
| 13                     | Georges Grun           |
| 14                     | Michel De Wolf         |
| 19                     | Eric Van Meir          |
| 22                     | Pascal Renier          |
| Pomocnicy              |                        |
| 7                      | Franky Van der Elst    |
| 10                     | Enzo Scifo             |
| 15                     | Marc Emmers            |
| 16                     | Danny Boffin           |
| 18                     | Marc Wilmots           |
| 21                     | Stephan Van Der Heyden |
| Napastnicy             |                        |
| 8                      | Luc Nilis              |
| 9                      | Marc Degryse           |
| 11                     | Alex Czerniatynski     |
| 17                     | Josip Weber            |
| Trener: Paul Van Himst |                        |

| Maroko                  | Maroko                |
| Numer                   | Zawodnik              |
| Bramkarze               | Bramkarze             |
| ----------------------- | --------------------- |
| 1                       | Khalil Azmi           |
| 12                      | Said Dghay            |
| 22                      | Zakaria Alaoui        |
| Obrońcy                 |                       |
| 2                       | Nacer Abdellah        |
| 3                       | Abdelkrim El Hadrioui |
| 4                       | Tahar El Khalej       |
| 5                       | Smahi Triki           |
| 6                       | Noureddine Naybet     |
| 11                      | Rachid Daoudi         |
| 13                      | Ahmed Bahja           |
| 14                      | Ahmed Masbahi         |
| 18                      | Rachid Neqrouz        |
| Pomocnicy               |                       |
| 7                       | Mustapha Hadji        |
| 8                       | Rachid Azzouzi        |
| 10                      | Mustafa El Haddaoui   |
| 15                      | El Arbi Hababi        |
| 21                      | Hassan Kachloul       |
| 21                      | Mohammed Samadi       |
| Napastnicy              |                       |
| 9                       | Mohammed Chaouch      |
| 16                      | Hassan Nader          |
| 17                      | Abdelsalam El Ghrissi |
| 19                      | Abdelmajid Bouyboud   |
| Trener: Abdellah Blinda |                       |

### Holandia i Arabia Saudyjska
| Holandia              | Holandia          |
| Numer                 | Zawodnik          |
| Bramkarze             | Bramkarze         |
| --------------------- | ----------------- |
| 1                     | Ed de Goey        |
| 13                    | Edwin van der Sar |
| 22                    | Theo Snelders     |
| Obrońcy               |                   |
| 2                     | Frank de Boer     |
| 4                     | Ronald Koeman     |
| 14                    | Ulrich van Gobbel |
| 15                    | Danny Blind       |
| 16                    | Arthur Numan      |
| 18                    | Stan Valckx       |
| 20                    | Aron Winter       |
| 21                    | John de Wolf      |
| Pomocnicy             |                   |
| 3                     | Frank Rijkaard    |
| 5                     | Rob Witschge      |
| 6                     | Jan Wouters       |
| 7                     | Marc Overmars     |
| 8                     | Wim Jonk          |
| 9                     | Ronald de Boer    |
| Napastnicy            |                   |
| 10                    | Dennis Bergkamp   |
| 11                    | Bryan Roy         |
| 12                    | John Bosman       |
| 17                    | Gaston Taument    |
| 19                    | Peter van Vossen  |
| Trener: Dick Advocaat |                   |

| Arabia Saudyjska          | Arabia Saudyjska     |
| Numer                     | Zawodnik             |
| Bramkarze                 | Bramkarze            |
| ------------------------- | -------------------- |
| 1                         | Mohammed Al-Deayea   |
| 21                        | Husajn as-Sadik      |
| 22                        | Ibrahim al-Hilwa     |
| Obrońcy                   |                      |
| 2                         | Abdullah al-Dusari   |
| 3                         | Muhammad al-Chilajwi |
| 4                         | Abdullah Zubromawi   |
| 5                         | Ahmad Madani         |
| 13                        | Muhammad al-Dżawad   |
| 15                        | Salih ad-Daud        |
| 17                        | Jassir at-Tajfi      |
| 18                        | Awad al-Anazi        |
| Pomocnicy                 |                      |
| 6                         | Fuad Amin            |
| 8                         | Fahad al-Biszi       |
| 14                        | Chalid al-Muwallid   |
| 16                        | Talal Dżabrin        |
| 19                        | Hamza Salih          |
| Napastnicy                |                      |
| 7                         | Fahad al-Ghaszajan   |
| 9                         | Madżid Abdullah      |
| 10                        | Sa’id al-Uwajran     |
| 11                        | Fahad al-Mehalel     |
| 12                        | Sami Al-Jaber        |
| 20                        | Hamza Idris          |
| Trener: Jorge Raúl Solari |                      |